# Гайдай Андрій Сергійович
Андрій Сергійович Гайдай (нар. 9 квітня 1994, Вінниця) — громадський діяч, журналіст, автор розслідувань про махінації на ринку землі, рейдерські атаки та міжконфесійні конфлікти. Правозахисник військових та релігійних громад ПЦУ[ангажоване джерело].

## Біографія
Народився 1994 року у Вінниці в родині робітників. Навчався у середній загальноосвітній школі №25. У 2015-2018 роках вчився у Вінницькому національному аграрному університеті за спеціальністю «Право». Закінчив вищу освіту з відзнакою, має магістерський ступінь.
Зі студентських років займається журналістикою та розвиває власний канал у YouTube.
Вересень 2017 – квітень 2019 – Помічник-консультант депутата Вінницької обласної ради А.В. Вигонюка на громадських засадах.
В 2018–2021 роках працював юристом у підприємстві Райагроліс. В 2020 році балотувався до Вінницької міськради 8-го скликання від ВО «Свобода» по округу №1, але не був обраний.
Офіцер ЗСУ, лейтенант юстиції. Був начальником юридичної служби 710 бригади Державної спеціальної служби транспорту Міністерства оборони[ангажоване джерело].
З початку повномасштабної агресії рф у лавах ЗСУ[ангажоване джерело].

## Журналістська та громадська діяльність
З 2015 журналіст громадської платформи «Дорожній контроль. Європа», для якої створив низку відеосюжетів пов'язаних з правопорушеннями. Викривав порушення в діяльності Національної Поліції[джерело?].
Також з 2015 самостійно веде персональний канал у YouTube. Основна тематика зловживання владою правоохоронних органів та державних службовців, порушення прав споживачів, шахрайства. З 2019 на каналі підіймаються гострі соціальні проблеми – незавершена реформа поліції, порушення прав людини, випадки колабораціонізму. Відомий популярними  прямими етерами в соціальних мережах на юридичну тематику, окремі з яких сягали 1 млн переглядів[джерело?].
2016 рік – голова молодіжної організації «Студентська Свобода», а також провідний журналіст газети «Свобода». Організатор та учасник вінницьких вуличних акцій: «Ланцюг єднання» до Дня Соборності (22 січня), маршу на честь Героїв Крут (29 січня), мовчазної ходи пам'яті жертв Голодомору.
Брав участь у рейді проти грального закладу «Лото-Маркет» на Соборній площі у Вінниці, навпроти міської ради. Після проведеного рейду та публікації зібраних активістом матеріалів щодо незаконної діяльності та порушення ліцензії, гральний заклад припинив свою роботу.
3 липня 2016 року у Вінниці, під час моніторингу роботи патрульної поліції, Андрій Гайдай та Дмитро Воронович стали свідками, як «п’ятеро поліцаїв шарпають та утримують надворі нетверезого спокійного чоловіка, який лиш просився відпустити додому». В процесі розмови патрульні стали відтісняти та погрожувати активістам, яких вони затримали та завели до відділку, де протримали більше 3 годин без надання протоколу про правопорушення. При цьому, Андрія Гайдая закували в наручники. Його нібито запідозрили в тому, що був нетверзий. Для попередження безпідставних звинувачень затримані пройшли перевірку на наявність алкоголю у крові. В результаті аналізів слідів алкоголю не було виявлено. Постановою Вінницького міського суду від 11 серпня 2016 року у справі № 127/15091/16-п отримав стягнення у вигляді 50 годин громадських робіт.
В 2018 році створив петицію щодо порушення санітарних норм закладами торгівлі та громадського харчування у підземному переході ринку «Урожай» в місті Вінниці. Міська влада розглянула петицію та провела перевірки. Була усунута антисанітарія. Завдяки подальшим численним зверненням Гайдая та небайдужих депутатів міської ради, громада домоглась коштів на капітальний ремонт підземного переходу біля ринку «Урожай». Перехід був капітально відремонтований у 2021 році. Плануються ліфти для людей з інвалідністю.
В тому ж році, разом з представниками громадської організації «Сокіл», проводив перевірку закладів громадської торгівлі щодо дотримання заборони на продаж спиртних напоїв неповнолітнім.
На початку 2019 року допоміг у розкритті резонансного вбивства сім’ї у Вінниці. Журналіст збирав інформацію, яку дізнавався з власних джерел, перевіряв її та передавав слідчим. Зокрема, завдяки ній знайшли знаряддя злочину .
В травні 2019 безпосередньо з місця подій висвітлював захоплення рейдерське захоплення Вінницького консервного заводу та бездіяльність  під час нападу правоохоронних органів.
Неодноразово проводив рейди по закладах торгівлі та громадського харчування, виявляючи факти торгівлі протермінованими продуктами.
В квітні 2020 року викрив шахрайську схему із виводу державної землі з сільськогосподарського призначення у приватну власність.
В січні 2021 року активний учасник Тарифного майдану. Учасник ініціативної групи, яка зверталась з петиціями щодо завищених тарифів на комунальні послуги до Вінницької обласної та міської рад .
3 серпня був серед організаторів акції протесту під стінами Офісу Генерального прокурора. Вимога – звільнити заступника керівника Конотопської прокуратури Андрія Наталича, що покриває контрабанду та торгівлю людьми на прикордонних з Росією територіях та є одним з організаторів рейдерського захоплення влади у Бурині.
В тому ж році зафіксував на відео, як начальник слідчих поліції Хмільницького району у Вінницькій області Ігор Маринюк, викрадав арештований у фермерів врожай.
Автор двох петицій до Президента України: про «Зняття звання Героя України з члена ОПЗЖ Юрія Бойка» та «Усунення російської мови з офіційного сайту Президента України», які набрали понад 25 тис. голосів необхідних для розгляду (2022).
З часу повномасштабного вторгнення підтримує перехід громад до ПЦУ. Допомагав з організацією, інформаційним супроводом та співпрацею з правоохоронними органами під час переходу церков на Київщині, зокрема, у Бучі, Бородянці, Ворзелі. Викрив схему протидії Московського патріархату бажанню громади перейти до ПЦУ. Схема полягає у переведенні храмів з власності громад у власність підприємств, ТОВ та фізичних осіб. Мета схеми залишити громади без храмів. Зокрема, саме так була здійснена спроба відібрати храм у громади Бородянки – шляхом оформлення договору дарування церкви та земельної ділянки довкола неї підставній фірмі. Схема легалізується через нотаріуса, всупереч законодавству та з використанням прогалин у законі. Андрій Гайдай на волонтерських засадах надав інформаційний та правовий супровід громаді Бородянки, викривши незаконні дії священників Московського патріархату.

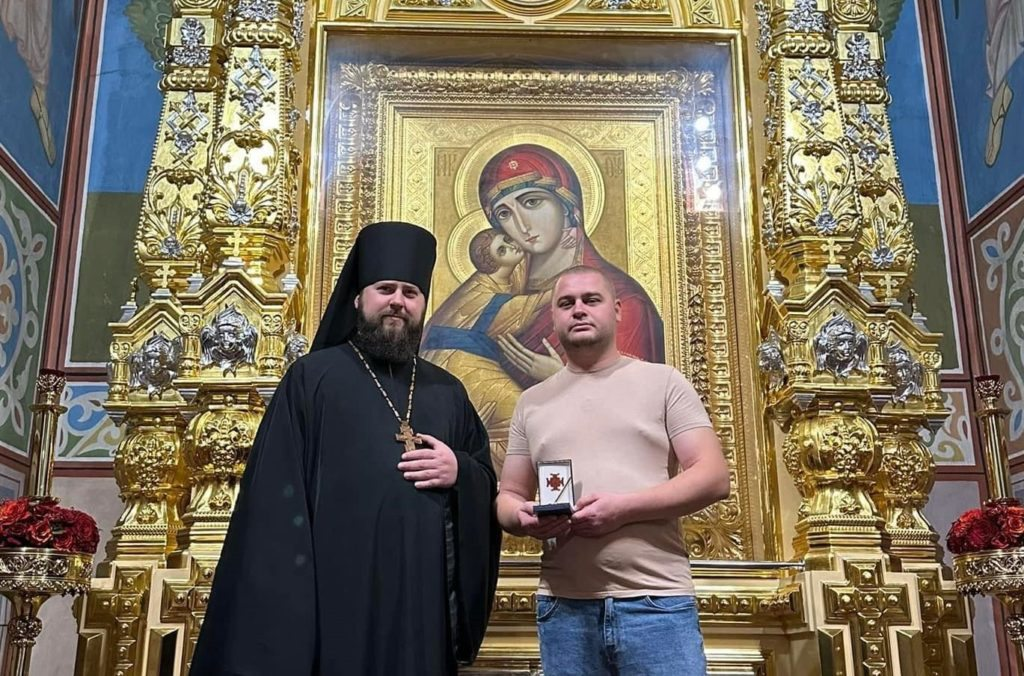
Нагородження активіста-правозахисника Андрія Гайдая медаллю ПЦУ, 2023 рік

Стипендіат  антикорупційного  тренінгу фонду «Відродження»(2023)[відсутнє в джерелі]. Був одним із 24 журналістів, які брали участь у Школі Антикору.
Надає фахову юридичну допомогу військовим та релігійним громадам ПЦУ[джерело?].

## Волонтерська діяльність
З ініціативи та на прохання Андрія Гайдая вінницькі підприємці та волонтери виготовили 50 печей-буржуйок на маслі для ЗСУ. 
Разом з «Гуманітарний хаб Житомир» зібрав 250 турнікетів та багато медикаментів для воїнів на передовій [ангажоване джерело]. Займається волонтерською діяльністю, зареєстрований як волонтер.

## Нагороди
В 2016 році предстоятель УАПЦ нагородив Андрія Гайдая орденом «Спасителя нашого  Ісуса Христа».
Відзначений відзнакою Міністерства оборони «За зразкову службу» (2022).
В 2023 році Митрополит Епіфаній нагородив медаллю «За жертовність і любов до України» за громадську та правозахисну діяльність[ангажоване джерело].

## Особисте життя
Одружений, виховує  сина. Належить до вірян Православної Церкви України.